# Marc Zardini
Marc Zardini (Porrentruy, 6 giugno 1993) è un giocatore di curling svizzero naturalizzato italiano di Cortina d'Ampezzo, atleta del Curling Club 66 Cortina.

## Carriera agonistica

### Nazionale
Il suo esordio con la nazionale italiana junior di curling è stato il challeng europeo junior (european junior challenge) nel 2009 a Copenaghen, in Danimarca. In quell'occasione l'Italia si qualifica all'ottavo posto, escludendosi così la possibilità di disputare i campionati mondiali junior di curling.
In totale Marc vanta 4 presenze in azzurro.
CAMPIONATI
Nazionale junior:
- Challege europeo junior
  - 2009 Copenaghen ( Danimarca) 8° (18° ranking mondiale)

## Campionati italiani
Marc ha partecipato ai campionati italiani con il Curling Club 66 Cortina.
- Campionato italiano junior:
  - 2010  con Elia De Pol, Guido Fassina, Matteo Bernardi e Marco Colle (CC 66 Cortina)